# Pour demain
Pour demain (To-morrow) est une nouvelle de Joseph Conrad publiée en 1902.

## Historique
Pour demain paraît en 1902 dans le Pall Mall Magazine, puis en 1903 dans le recueil de nouvelles Typhoon an Other Stories (traduit en français par Typhon et autres récits).

## Résumé
Un ancien capitaine au cabotage, Hagberd, attend « pour demain » le retour de son fils...

## Adaptation
- One Day More : Pièce en un acte de Joseph Conrad, jouée à Londres en juin 1905, publiée en août 1913 dans l'English Review.
- Demain, adaptation par Pierre-Henri Raymond-Duval jouée en avril 1909 à Paris au théâtre des Arts[2].

## Éditions en anglais
- To-morrow, dans le Pall Mall Magazine en août 1902.
- To-morrow, dans le recueil de nouvelles Typhoon an Other Stories, chez l'éditeur Heinemann à Londres, en avril 1903.

## Traductions en français
- Pour demain, traduit par G. Jean-Aubry, Paris, Éditions Gallimard, 1933
- Pour demain, traduction revue par Philippe Jaudel, Conrad, Œuvres, tome II, Éditions Gallimard, « Bibliothèque de la Pléiade », 1985.
- Demain, traduit par Jean-Yves Cotté, édition bilingue, Gwen Catalá éditeur, 2016 (publication papier et numérique), précédemment publié aux éditions publie.net en 2015 (publication numérique et papier), épuisé.